# Aloconota cambrica
Aloconota cambrica – gatunek chrząszcza z rodziny kusakowatych i podrodziny rydzenic.

## Taksonomia
Gatunek ten opisany został po raz pierwszy w 1855 roku przez Thomasa Vernona Wollastona pod nazwą Homalota cambrica. 

## Morfologia

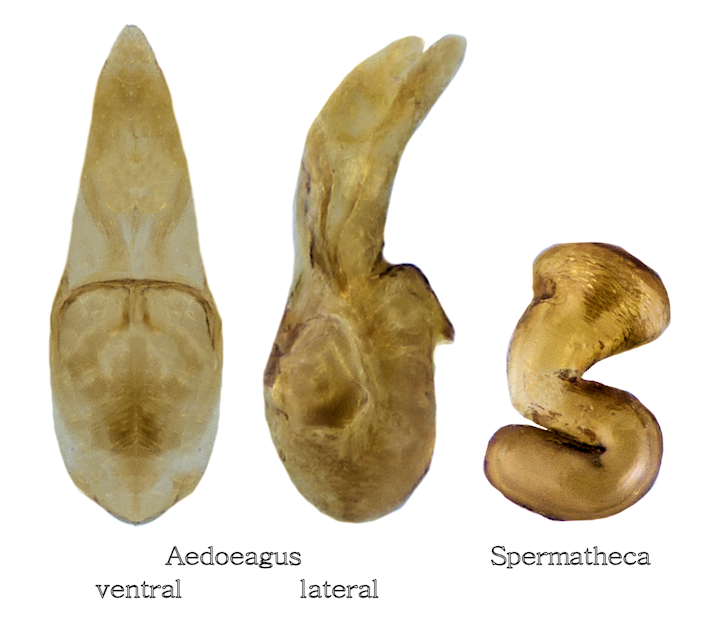
Genitalia

Chrząszcz o wydłużonym ciele długości od 2,1 do 2,8 mm. Ubarwienie ma brązowe z żółtymi odnóżami. Głowa ma duże oczy, w widoku górnym co najwyżej nieznacznie krótsze od niekompletnie obrzeżonych listewkowato skroni. Czułki są krótsze niż u A. pfefferi; długości członów siódmego i ósmego nie są większe od ich szerokości. Przedplecze jest wyraźnie szagrynowane. Punktowanie pokryw jest bardzo gęste i niezmodyfikowane (bez chropowatości). Długość pokryw jest mniejsza niż u A. pfefferi. Stopy tylnej pary mają człon pierwszy znacznie dłuższy od drugiego, a człony drugi i trzeci niewiele dłuższe niż szerokie. Odwłok ma równoległe w zarysie boki. Punktowanie przednich jego tergitów jest rzadsze niż u A. pfefferi, a tylny brzeg szóstego sternitu u samca jest zaokrąglony. U podstawy czwartego tergitu brak jest poprzecznego wcisku.

## Ekologia i występowanie
Owad ten zasiedla pobrzeża wód płynących, zwłaszcza w górach i na przedgórzach.
W Europie gatunek znany z Irlandii, Wielkiej Brytanii,  Francji, Belgii, Holandii, Niemiec, Austrii, Włoch, Polski, Czech, Słowacji, Serbii, Albanii i Grecji. W Afryce Północnej podawany jest z Madery, Maroka, Algierii i Egiptu. W Azji wykazany został z syberyjskiej części Rosji, Gruzji, Azerbejdżanu, anatolijskiej części Turcji, Synaju, Iranu i Afganistanu. Ponadto zawleczony został do Kalifornii w Ameryce Północnej.
Na „Czerwonej liście gatunków zagrożonych Republiki Czeskiej” umieszczony jest jako gatunek krytycznie zagrożony wymarciem (CR).